# Kopiivka, Makariv
Kopiivka (în ucraineană Копіївка) este un sat în comuna Iuriv din raionul Makariv, regiunea Kiev, Ucraina.

## Demografie
Componența lingvistică a localității Kopiivka
     Ucraineană (97,87%)
     Rusă (2,13%)
Conform recensământului din 2001, majoritatea populației localității Kopiivka era vorbitoare de ucraineană (97,87%), existând în minoritate și vorbitori de rusă (2,13%).